# Multiplexage temporel
 (juillet 2016).
Si vous disposez d'ouvrages ou d'articles de référence ou si vous connaissez des sites web de qualité traitant du thème abordé ici, merci de compléter l'article en donnant les références utiles à sa vérifiabilité et en les liant à la section « Notes et références ».
Pour les articles homonymes, voir TDM.

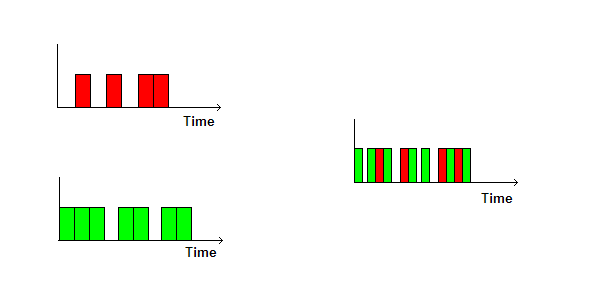
Schéma de multiplexage temporel.

Le multiplexage temporel (en anglais, TDM, time-division multiplexing) est une technique de multiplexage numérique (ou plus rarement analogique) permettant à un ou plusieurs émetteurs de transmettre plusieurs canaux numériques élémentaires à bas ou moyen débit (voix, données, vidéo) sur un même support de communication à plus haut débit en entrelaçant dans le temps des échantillons de chacun de ces canaux.
Ce multiplexage permet, entre autres, de faire passer des flux synchrones ou asynchrones sur une liaison synchrone. Les paquets n'arrivant pas nécessairement dans l'ordre d'émission selon les chemins empruntés, le rôle du démultiplexeur est alors de les réordonner et de séparer les flux des différents canaux de manière à restituer l'information telle qu'elle était avant son transport sur le réseau multiplexé.
L'entrelacement peut se faire au niveau du bit ou sur un ensemble de bits émis dans des intervalles de temps prédéfinis (en anglais time slot ; TS).

## Exemples d'application
1. Le système à hiérarchie numérique plésiochrone (PDH), connu aussi sous le nom de système MIC, utilisé pour la transmission de plusieurs appels téléphoniques sur un même câble en cuivre à quatre fils (T-carrier ou E-carrier), ou encore sur la fibre optique à travers le réseau téléphonique numérique à commutation de circuits.
2. Le standard de transmission SDH qui a remplacé le PDH.
3. Le standard audio RIFF (WAV).
4. Certains réseaux de téléphonie mobile (AMRT / TDMA).

Le TDM peut être généralisé au schéma d'accès multiple à répartition dans le temps (TDMA) pour permettre la communication de plusieurs stations connectées à un seul lien physique ou radio (une bande de fréquence pour les communications sans fil par exemple). D'autres applications sont :
- Le réseau cellulaire GSM ;
- Les réseaux optiques FTTH de type GPON ;
- Les liens de données tactiques Liaison 16 et Liaison 22.
- La trame DMX.